# Telel Califa

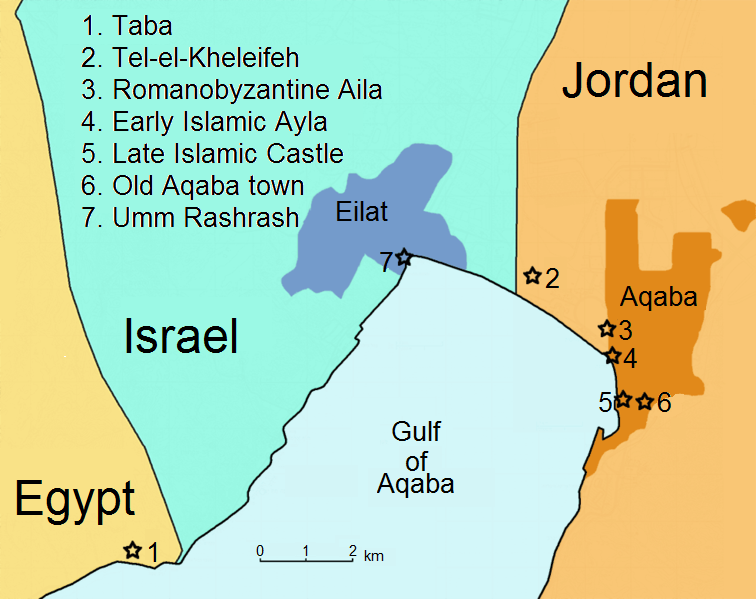
Localização de Telel Califa

Telel Califa ou Telel Queleifé (em árabe: تل الخليفة; romaniz.: Tell el-Kheleifeh ou Tell el-Khalifa) é um sítio arqueológico na Jordânia na ponta do Golfo de Acaba imediatamente a oeste da cidade de Acaba.
Durante suas escavações em 1933, o pesquisador Fritz Frank afirmou que acreditava que as ruínas eram de Eziom-Geber. Durante suas escavações de 1938 a 1940, o arqueólogo americano Nelson Glueck adotou a mesma tese. Ele distinguiu cinco períodos de assentamento, que datou entre os séculos X e V a.C.
Em 1985, Gary Pratico apresentou uma reavaliação abrangente dos achados arquitetônicos e de cerâmica. Particularmente no caso da cerâmica, ele chegou a uma datação mais curta do assentamento por meio de estudos comparativos com vários outros locais de Israel e da Jordânia. De acordo com seus resultados, pode-se presumir uma colonização em duas fases. É uma fortaleza do século VIII a.C. E posteriormente um povoado fortificado que durou até o século VI a.C., de tal forma que a equação com o Eziom-Geber bíblico do século X a.C. não foi comprovada.